# SMAD9
هم‌ساخت ۹ مادران مخالف دکپنتاپلجیک (انگلیسی: Mothers against decapentaplegic homolog 9) که با نام‌های SMAD9 و SMAD8 و MADH6 نیز شناخته می‌شود، یک پروتئین است که در انسان توسط ژن «SMAD9» کُدگذاری می‌شود.
این پروتئین عضوی از خانواده بزرگ SMAD است که این نیز به نوبهٔ خود، جزئی از اَبَرخانوادهٔ فاکتور رشد تغییردهنده بتا است.
پروتئین SMAD9 در پیام‌رسانی سلولی نقش دارد.